# Zenodoxus aurantia
Zenodoxus aurantia är en fjärilsart som beskrevs av George Francis Hampson 1919. Zenodoxus aurantia ingår i släktet Zenodoxus och familjen glasvingar. Inga underarter finns listade i Catalogue of Life.